# Ниче, Генрих
Генрих Ниче (нем. Hinrich Nitsche; 14 февраля 1845 — 8 ноября 1902) — немецкий зоолог.
В 1868 г. защитил диссертацию по мшанкам в Университете Фридриха Вильгельма в Берлине. С 1876 г. и до конца жизни — профессор зоологии в Саксонской лесной академии в Тарандте.
Автор учебно-справочного издания «Лесные насекомые Центральной Европы» (нем. Die forstinsekten Mitteleuropas; 1885—1895, совместно с И. Ф. Юдейхом).

## Труды
- «Beiträge zur Anatomie u. Entwicklungsgesch. der phylactolämen Susswasserbryozoen» (Берл., 1868);
- «Beiträge zur Kenntnis der Bryozoen» (5 част., 1869—71);
- «Zoologische Wandtafeln» (вместе с Лейкартом, 1877—1884);
- «Lehrbuch der mitteleuropäischen Forstinsectenkunde» (2 т., вместе с Юдейхом, В., 1885—95);
- «Die Nonne (Liparis monacha)» (1892);
- «Studien über Hirsche» (Лпц., 1898);
- «Die Süsswasserfische Deutschlands» (Б., 1897, 3-е изд., 1899).